# 10102 Діґергувуд
10102 Діґергувуд (10102 Digerhuvud) — астероїд головного поясу, відкритий 29 лютого 1992 року.
Тіссеранів параметр щодо Юпітера — 3,500.